# Ariel Waller
Ariel Waller, née le 16 mai 1998 à Toronto, est une actrice canadienne.

## Filmographie

### Cinéma
- 2005 : De l'ombre à la lumière (Cinderella Man) : Rosemarie Braddock
- 2006 : Kardia : Hope jeune
- 2007 : Jack Brooks: Monster Slayer : Cindy Brooks
- 2010 : Les vacances avec Derek : Marti Venturi

### Télévision
- 2005-2009 : Derek (Life with Derek) (Série TV)  : Marti Venturi
- 2006 : ReGenesis (Série TV) : Ruby McGhee
- 2009 : Booky's Crush (Téléfilm) : Rosie